# Molophilus danielsi
Molophilus danielsi är en tvåvingeart som beskrevs av Günther Theischinger 1988. Molophilus danielsi ingår i släktet Molophilus och familjen småharkrankar. Inga underarter finns listade i Catalogue of Life.